# Frontera entre Colòmbia i l'Equador
La frontera entre Colòmbia i l'Equador és una frontera internacional que separa als territoris de tots dos països. Consta de dos trams, un de terrestre i un altre marítim, ben definits:
El primer és una línia divisòria contínua de 586 quilòmetres, que va d'est a oest (des del riu Güepí fins a la desembocadura del riu Mataje en la badia Ancón de Sardinas en l'Oceà Pacífic). És aproximadament el 28% del que anés la frontera entre Colòmbia i l'Equador després de la desintegració de la Gran Colòmbia en 1830. L'actual frontera terrestre va ser demarcada de forma definitiva pel Tractat Muñoz Vernaza-Suárez del 15 de juliol de 1916.
El segon tram parteix del punt on acaba la frontera terrestre i culmina 200 milles mar endins, segons l'expressat en el dret del mar. Aquesta part va ser demarcada pel Tractat Liévano-Lucio del 23 d'agost de 1975.

## Demarcació de la frontera terrestre

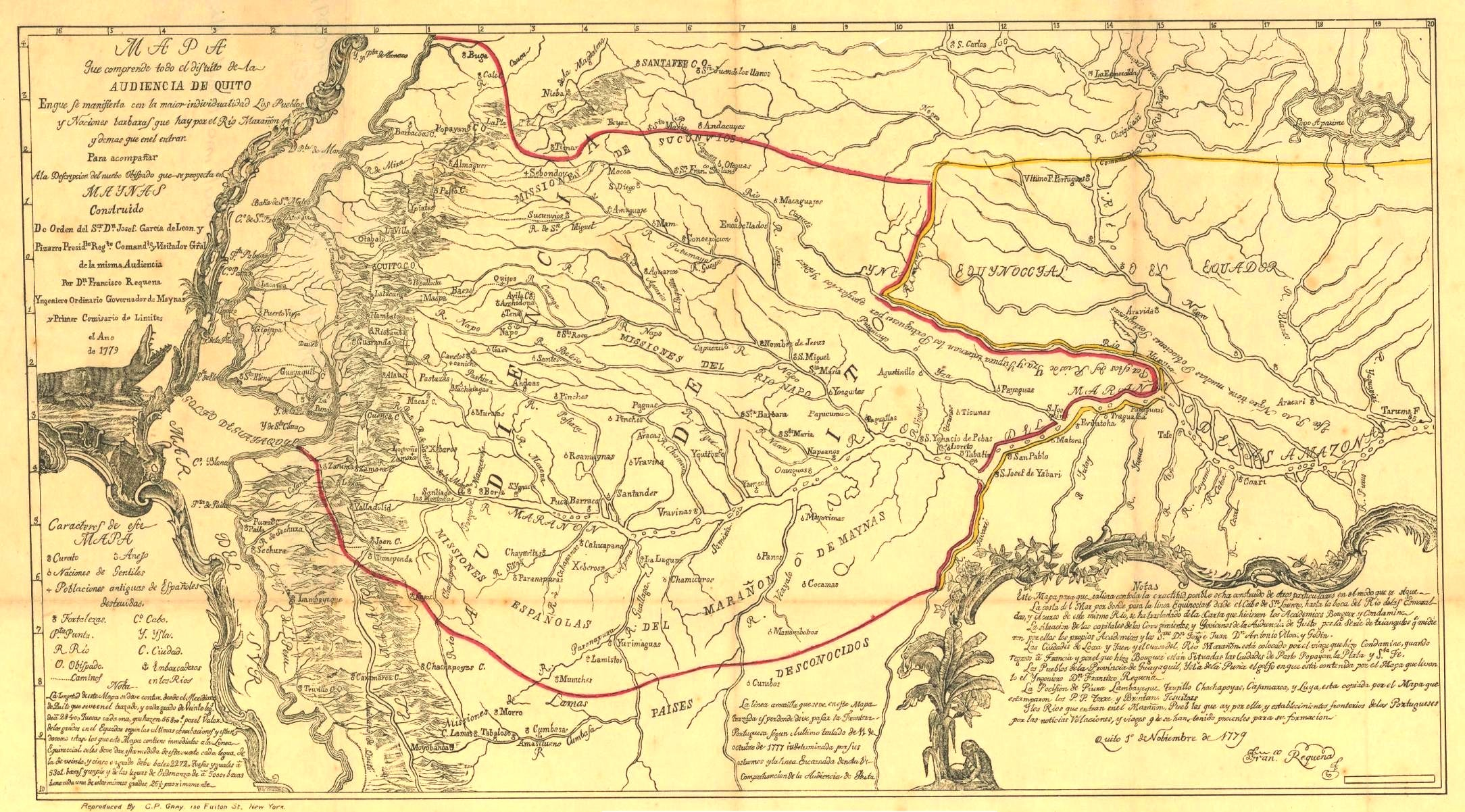
Reial Audiència de Quito en 1779.

L'intent de definir les fronteres de l'Equador i Colòmbia es remunta a l'època del moviment independentista i la fragmentació dels Virregnats espanyols en Amèrica cap a 1821, època en la qual es va constituir la Gran Colòmbia, país que incloïa l'actual Veneçuela, Colòmbia, Equador i Panamà. L'existència d'aquest estat va ser no obstant això efímera, ja que el 6 de maig de 1830 Veneçuela es va separar i el seu exemple va ser seguit per Equador uns dies després. Les províncies restants van formar la República de la Nova Granada.
Després de la declaració d'independència de l'Equador va venir la primera conjuntura en la definició de límits amb la Nova Magrana, doncs en la seva primera carta fonamental consignava que "El territori de l'Equador comprèn els tres departaments de l'Equador en els límits de l'antic Regne i Presidència de Quito", volent significar amb això que tot els territoris dels antics departaments grancolombians del Cauca, Guayaquil, Azuay i de Quito estaven sota la seva jurisdicció. Això no obstant això es contrariava amb les cartes fonamentals de la Nova Granada expedida en 1831 i 1832, que basades en la Llei de Divisió Territorial de la República de Colòmbia del 25 de juny de 1824, consignava que els seus límits estaven al sud de la Província de Pasto. En acollir-se tots dos Estats a l' uti possidetis iuris de 1810 es va generar encara més polèmica, doncs a causa que l'antiga Província de Popayán estava dividida entre les Reials Audiències de Santafé i Quito, la seva jurisdicció quedava repartida entre tots dos Regnes.

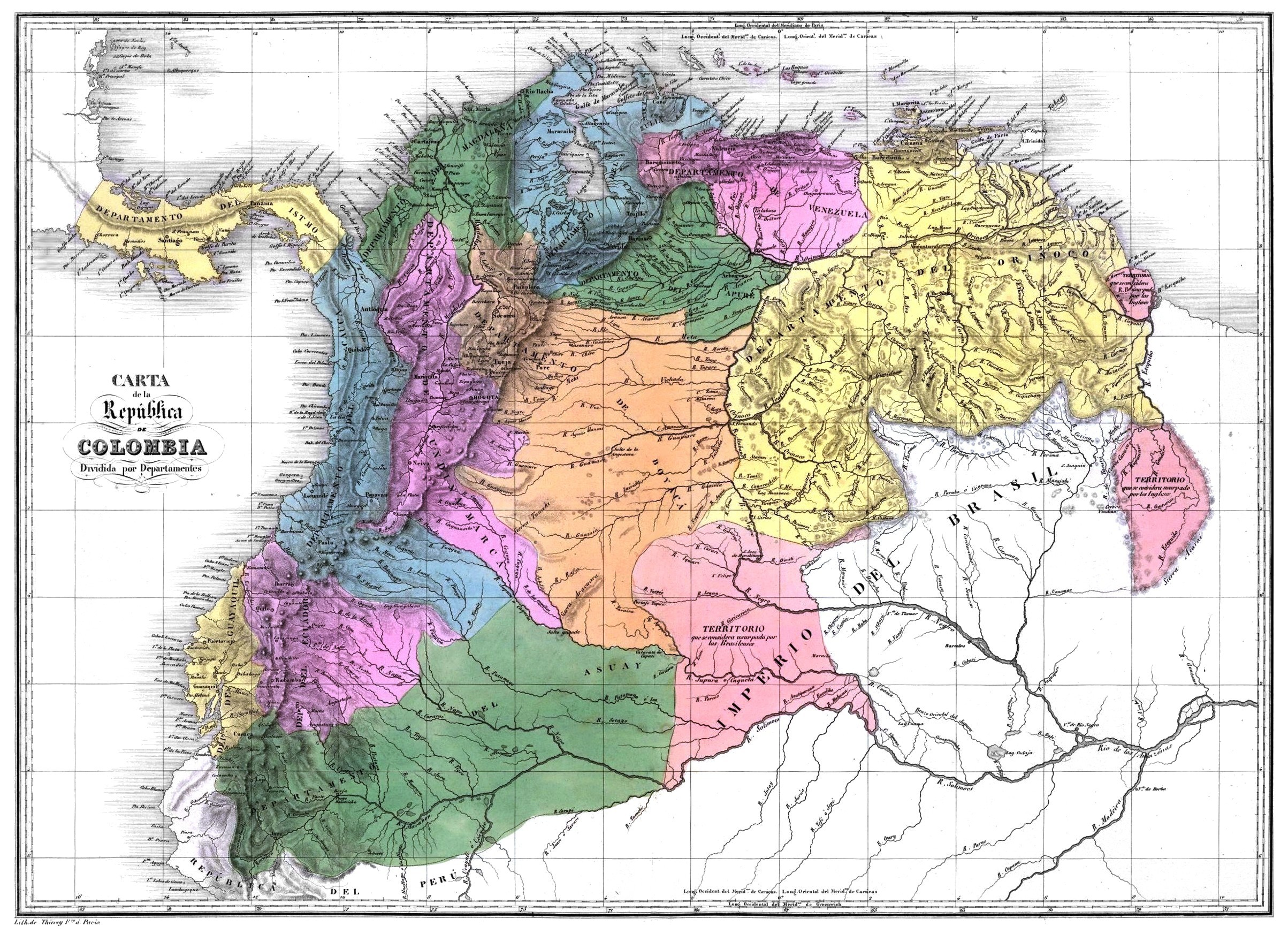
La Gran Colòmbia en 1824.

Durant l'època de la ruptura grancolombiana el primer president equatorià, el general veneçolà Juan José Flores va sol·licitar que les províncies de Pasto, Popayán i Buenaventura s'incorporessin voluntàriament a l'Equador. Va manar llavors guarnicions a Pasto i va visitar aquestes ciutats, on va expedir un decret en què declarava incorporat l'antic Departament del Cauca a l'Equador. El 22 de juliol de 1831 el govern de la República de la Nova Granada va manar un comunicat al governo equatorià on de manera insistent reclamava la devolució d'aquest Departament, però aquest mantenia la seva negativa, la qual cosa va derivar en una difícil situació diplomàtica per a tots dos països que va derivar en el enfrontament militar entre l'Equador i la Nova Granada. El general José Hilario López es va revoltar a Popayán en favor de Nova Granada i es va entaular un combat entre l'exèrcit equatorià dirigit per Flores i el neogranadí, comandat per José María Obando. Els soldats equatorians van triomfar en alguns combats, però la falta de proveïments els va fer doblegar. Davant aquesta situació Obando va oferir la pau amb la condició de ser restituït el territori en disputa; Flores va acceptar davant la revolta de les seves tropes en Guayaquil a les quals va haver de fer front. El 8 de desembre de 1832 es va signar a la ciutat de Pasto el Tractada de pau, amistat i aliança entre la Nova Granada i l'Equador per part del general Joaquín Posada Gutiérrez en representació de la Nova Granada, i el doctor Pedro José de Arteta per part de l'Equador, fixant-se el riu Carchi com a límit fronterer entre tots dos Estats i deixant pendent la decisió sobre la sobirania dels ports de La Tola i Tumaco, a la província de Buenaventura. Este tram de la frontera és el que actualment està vigent.

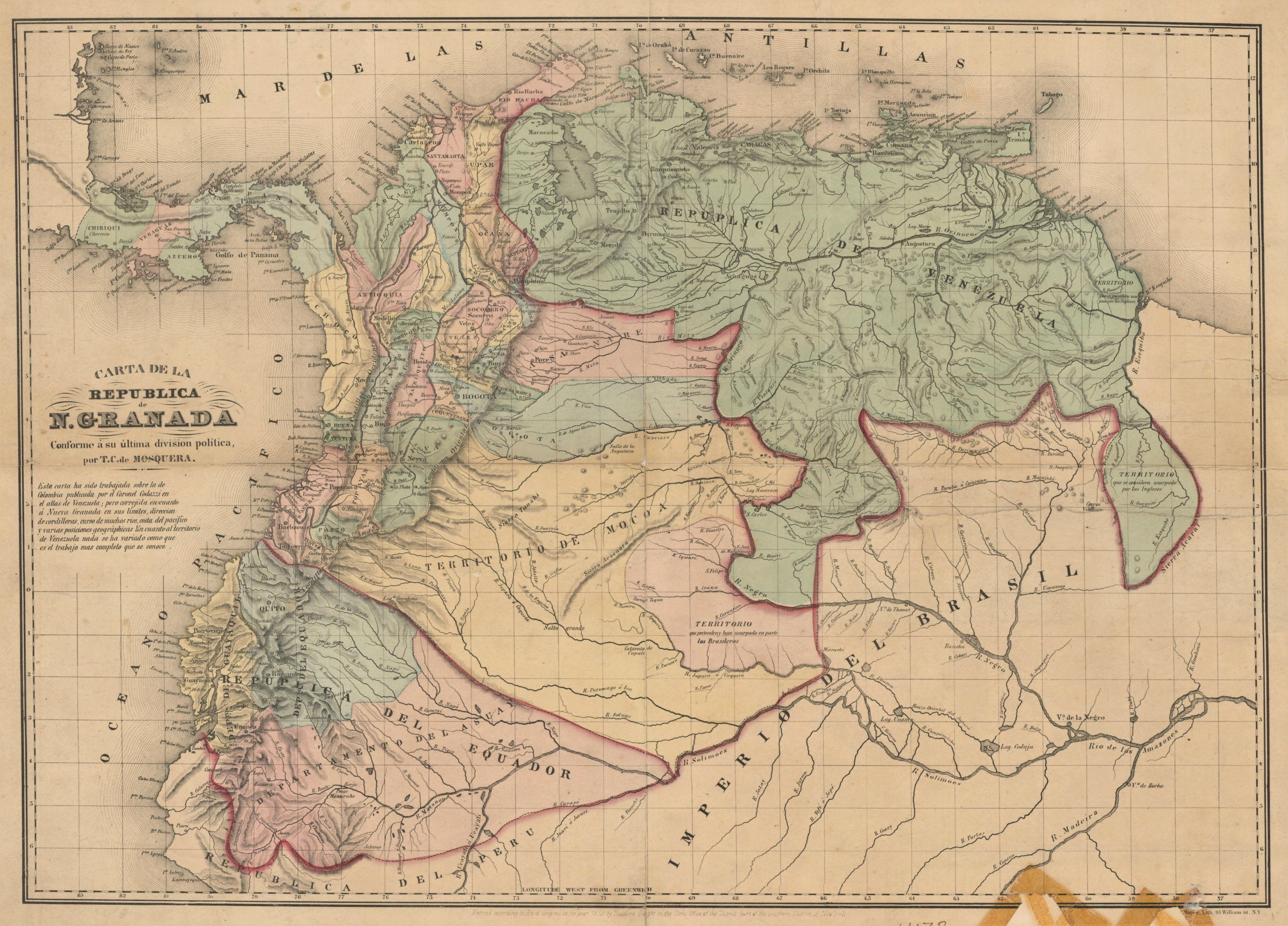
Repúbliques de la Nova Granada, Equador i Veneçuela en 1852.

En 1839 es produeix la Guerra dels Suprems en la Nova Granada, i durant aquest conflicte els generals Pedro Alcántara Herrán i Tomás Cipriano de Mosquera van demanar ajuda a Juan José Flores per fer callar la rebel·lió, amb la condició de celebrar un nou tractat de límits. El conveni subscrit en 1843 entre aquests generals fixava la frontera a través dels rius Carchi i Patía, cedint a l'Equador els cantons de Tumaco i Túquerres, però va ser rebutjat pels congressos de tots dos països. Després d'altres intents de demarcació entre 1845 i 1847, el 9 de juliol de 1856 se signa un altre tractat entre tots dos governs en el qual es reconeixia com a límit provisori el definit per la llei de 1824 i es derogava el de 1832; aquest acord es va mantenir vigent fins a 1905. En el marc de la guerra civil colombiana de 1860 es produeixen alguns enfrontaments a Tulcán i Cuaspud no solament per diferències frontereres sinó ideològiques, que van enterbolir les relacions entre tots dos països.
Cap dels tractats abans referits tocaven els territoris de l'Amazònia que es troben entre els rius Napo, Amazones i Caquetá, que també estaven en disputa amb el Perú. El primer intent de delimitar aquesta zona es va donar en 1858, quan l'Equador i la Nova Granada van intentar arribar a un acord mitjançant arbitri del govern xilè, però no es va arribar a cap consens. El govern del Brasil, país que igualment estava interessat en aquests territoris, va decidir capitalitzar com a límit amb caràcter provisional la recta geodèsica Apaporis-Tabatinga, creada com la frontera entre Brasil i Perú en 1851. Aquest antic acord peruà-brasiler, no obstant això, no va ser reconegut pel govern de l'Equador, que no només reclamava la major part dels actuals departaments de Loreto (Perú) i Amazones (Colòmbia), sinó també la propietat de la terra entre els rius Amazones i Caquetá situada ara en territori brasiler. Equador va renunciar al triangle comprès entre els rius abans esmentats i la línia geodèsica per mitjà d'un tractat amb Brasil en 1904. Anteriorment a aquests acords, s'havia realitzat una conferència tripartida entre Equador, Perú i Colòmbia en 1894 amb la finalitat de demarcar la regió en disputa, això arran del Tractat Herrera-García entre Equador i Perú signat en 1887 i que Colòmbia rebutjava per afectar els seus drets a la regió amazónica; lamentablement la conferència no va arribar a cap resolució.

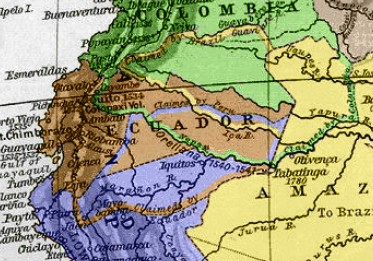
Territoris disputats per Perú, Equador i Colòmbia entre 1830 i 1950.

Després de diversos intents de determinar la frontera comuna (Protocol de 1905 i Tractat Andrade-Betancourt de 1908) finalment es va establir en 1916 un tractat de límits definitiu. Aquest conveni, conegut com a Tractat Muñoz Vernaza-Suárez, va ser signat en Bogotà entre els Ministres Plenipotenciaris de l'Equador, Alberto Muñoz Vernaza, i de Colòmbia, Fidel Suárez, el 15 de juliol de 1916. Va ser aprovat per part de Colòmbia mitjançant la Llei 59 de 1916 i el respectiu bescanvi de ratificacions es va fer a Bogotà, el 26 de gener de 1917. La frontera segons aquest acord parteix de la boca del riu Mataje, segueix per aquest riu fins als Andes, després continua pel riu San Miguel fins al Sucumbíos, i per aquest fins al Putumayo, la divisòria Napo-Putumayo i el riu Ambiyacu fins al riu Amazones. En el text original d'aquest tractat, el territori al nord del divortium aquarium entre els rius Napo i Putumayo quedava en mans de Colòmbia, per la qual cosa la línia Apaporis-Tabatinga va passar a ser definitivament el límit entre Brasil i Colòmbia. Més tard, en 1922, Colòmbia va reconèixer a favor del Perú, utilitzant la clàusula de l'article 1 del tractat Muñoz Vernaza-Suárez que deixava en excepte els possibles drets a tercers, el territori entre el riu Putumayo i el divortium aquarium abans esmentat, obtenint Colòmbia al seu torn una sortida al riu Amazones a través del trapezi amazònic.
La frontera colombo-equatoriana s'estén des de la costa del oceà Pacífic, prop del port de Tumaco, travessa els Andes centrals, i va al trifini dels dos països amb el Perú. Separa a les províncies equatorianes d'Esmeraldas, Carchi, Sucumbíos dels departaments colombians de Nariño i Putumayo.

## Demarcació de la frontera marítima

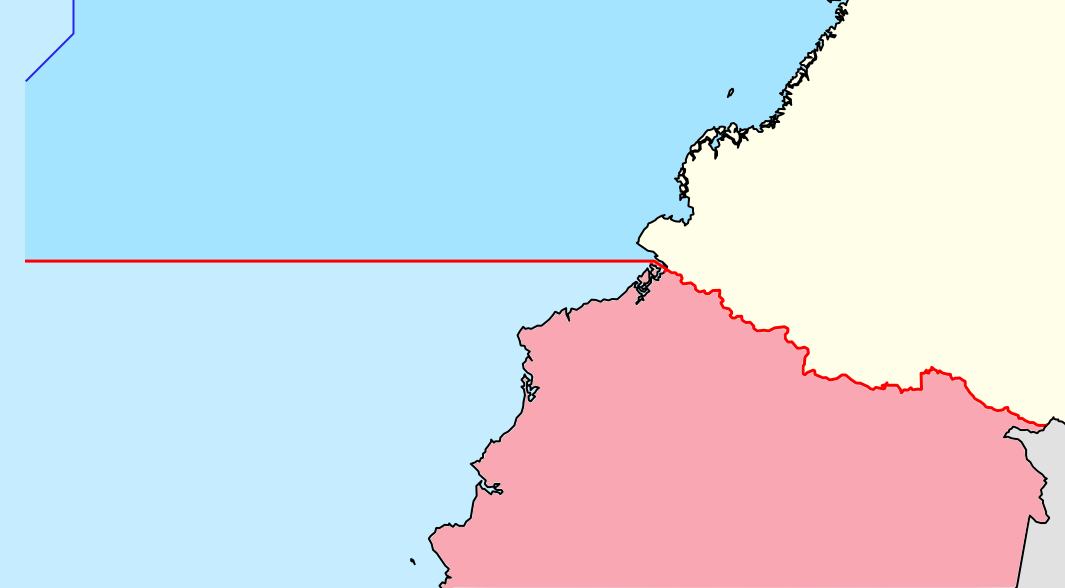
Esquema de la frontera entre Colòmbia i l'Equador.

La delimitació de la frontera marítima amb Equador consisteix en un únic tractat signat el 23 d'agost de 1975. Aquest acord, conegut com a Tractat Liévano-Lucio, va ser subscrit a Quito entre els ministres de relacions exteriors de Colòmbia, Indalecio Liévano Aguirre, i de l'Equador, Antonio José Lucio Paredes. Va ser aprovat pel Congrés de Colòmbia mitjançant Llei 32 de 1975 i el respectiu bescanvi de ratificacions es va fer a Bogotà, el 22 de desembre de 1975.
En el conveni es va assenyalar com a punt de partida aquell en el qual la frontera internacional terrestre de l'Equador i Colòmbia arriba al mar, definit pel Tractat Muñoz Vernaza-Suárez de 1916. Tenint en compte el dret del mar, tots dos països exerceixen sobirania, jurisdicció i vigilància a les àrees marines i submarines adjacents a les seves costes fins a la distància de 200 milles. Igualment l'acord determina l'existència d'una zona especial en la qual la presència accidental d'embarcacions de pesca artesanal no es considera violació de la frontera marítima.
Els cancellers de l'Equador, Ricardo Patiño, i de Colòmbia, María Ángela Holguín, van subscriure el 13 de juny de 2012 una declaració conjunta en la qual van precisar el límit marítim binacional, el punt del qual d'inici estava sense definir des de 1975; tots dos cancellers van subscriure la Declaració Conjunta elaborada per la Comissió Mixta Permanent Colombiano-Equatoriana de Fronteres i per la Comissió Tècnica Binacional del riu Mataje a la Base Naval de San Lorenzo, província d'Esmeraldas (Equador).
D'altra banda, el 9 de setembre de 2016 es va signar a la ciutat de Quito el Conveni de Delimitació Marítima entre Colòmbia, Costa Rica i l'Equador que mitjançant consens va definir les fronteres marítimes dels tres països a la zona d'influència generades pel mar territorial de les illes Galápagos de l'Equador i l'illa del Coco de Costa Rica.

## Traçat de la frontera
Segons aquests tractats, els límits entre Colòmbia i l'Equador són els següents:

### Terrestre

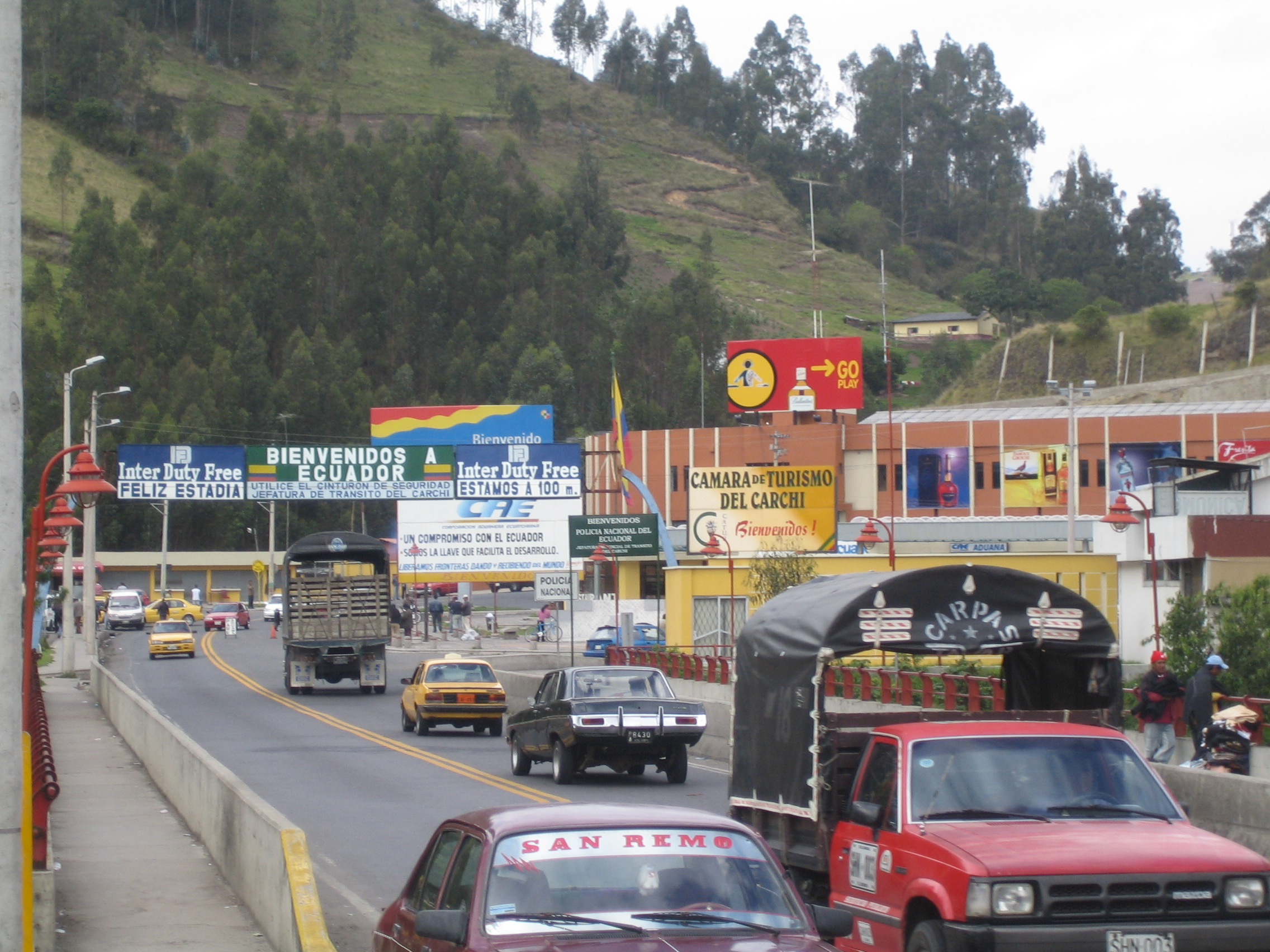
Pont Internacional de Rumichaca, entre les ciutats de Tulcán i Ipiales.

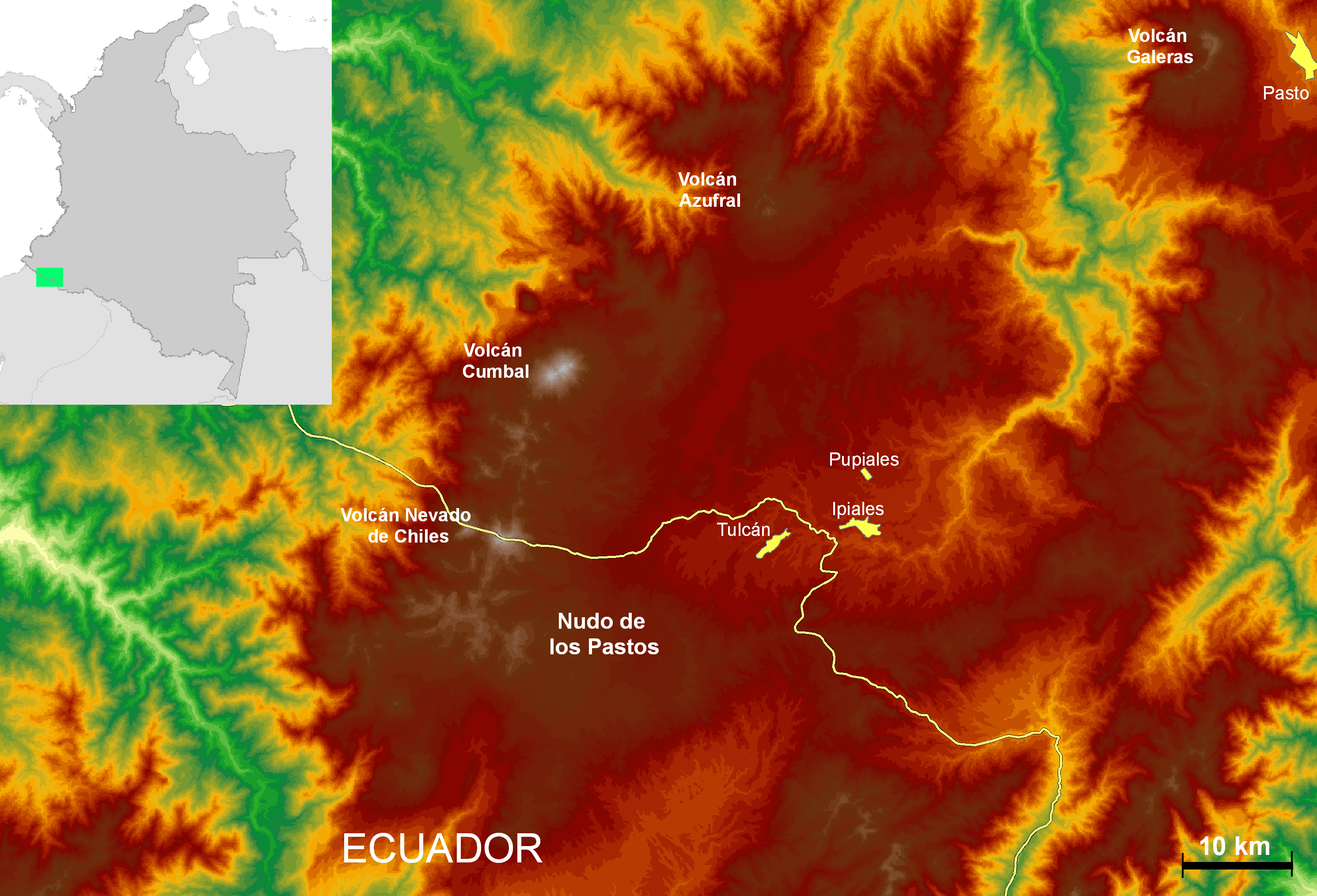
Mapa topogràfic del Nus de Los Pastos, en el límit entre Colòmbia i l'Equador.

| « | - Part de la boca del riu Mataje en l'Oceà Pacífic aigües amunt fins al paral·lel que dona a la intersecció de la desembocadura de la quebrada Yarumal en el riu Mira. - Segueix aquest paral·lel fins a arribar al riu Mira, el qual es continua pel seu curs fins a arribar a la confluència amb el riu San Juan. - Es continua pel curs del Sant Joan aigües amunt fins a arribar a la boca del rierol Aguahedionda, i per aquest fins al seu origen en el cim del volcà Chiles. - Baixant d'aquesta cim pel naixement del riu Carchi, s'arriba fins a la boca del riu Teques. - Puja per aquest riu fins al Cerro Troya, d'on pren el riu Pun. - Baixa pel Pun fins a la confluència de la quebrada Chanquer, d'on continua per les cimeres andines fins a trobar el naixement del riu San Miguel. - Seguint pel riu San Miguel fins al tall que forma el meridià que parteix de la confluència dels rius Putumayo i Cuhimbe. - Pren aquest meridià cap al nord per després seguir el curs del riu Putumayo fins a la desembocadura del riu Güepí, trifini entre Colòmbia, Equador i Perú. | » |

### Marítim
| « | - El límit marítim comença en la desembocadura del riu Mataje, situat en les coordenades 1° 28' 10.49" de latitud nord i de 78° 52' 07.27" de longitud oest, punt en què la frontera internacional terrestre colombiano-equatoriana arriba al mar, de conformitat amb el Conveni sobre Delimitació d'Àrees Marines i Submarines de 1975 i el Tractat de Límits de 1916. - A partir de la intersecció de la prolongació de la frontera terrestre i de la confluència de les àrees territorials de tots dos països, es marca un punt mitjà en la badia Ancón de Sardinas. - Des d'aquest punt, es continua en línia recta a través del paral·lel generat per aquest fins a trobar les 200 milles nàutiques corresponents a cada país. - Es considera l'àrea situada a 10 milles nàutiques al voltant d'aquest límit com a Zona de Maneig Especial, on pescadors no seran sancionats en violar accidentalment la frontera marítima, sense que això constitueixi dret de pesca o caça, en les aigües jurisdiccionals del país veí. | » |